# Ria Eimers
Ria Eimers, née le 28 février 1952 à Wageningue, est une actrice néerlandaise.

## Filmographie

### Cinéma
- 2002 : Loenatik: de moevie (nl) : Hellemans
- 2006 : Olivier etc. (nl) : la mère
- 2006 : De uitverkorene (nl) : Geerte van der Laan
- 2008 : Dag in dag uit : la serveuse
- 2012 : Brammetje Baas (nl) : directrice
- 2013 : Borgman : la femme en villa
- 2019 : Hiernamaals (nl) : Joke

### Téléfilms
- 1993 : Verhalen van de straat: : la directrice d'accueil
- 1995 : Pleidooi (nl) : Gerda Lentema
- 2006 : Keyzer & de Boer Advocaten (nl): Josje van Vleut
- 2006 : De Afdeling (nl) : mère de Kevin
- 2006 : Juliana, prinses van Oranje (nl) (saison 1) : Koningin Wilhelmina
- 2007 : Jardins secrets (Gooische Vrouwen) : Harriët van Veen
- 2009 : Juliana, prinses van Oranje (nl) (saison 2) : Koningin Wilhelmina
- 2010 : De co-assistent (nl) : Ria Gortzak
- 2011 : Mixed Up : Ina van der Plas
- 2012-2018 : Flikken Maastricht : Frieda Mechels
- 2013 : Doris : Rita Nelen
- 2013 : Danni Lowinski (nl) : Madeleine Zwartenbroek
- 2014 : Aaf (nl) : mère de Ton
- 2017 : De mannentester (nl) : Jannie